# 米山優
米山 優(よねやま まさる、1952年 - ）は、日本の哲学者。東京都出身。名古屋大学名誉教授。

## 略歴
フランス人の創立した暁星中学校・暁星高等学校卒業。そのため、第一外国語はフランス語であった。一橋大学ではいわゆる教養課程の時にトーマス・マンの研究家である青木順三からドイツ語の語学ゼミでの指導を受け、比較文学の川本皓嗣のフランス語の授業でバンジャマン・コンスタンの『アドルフ』を読んだという。経済学部に進み経済数学の二階堂副包に師事する。同時に、デカルト・スピノザ研究者の福居純に指導を依頼して院生たちが開催していた読書会に参加し、カント『純粋理性批判』・デカルト『哲学原理』・スピノザ『エチカ』を読んでいる。また、非常勤講師として一橋大学で教鞭を執っていた上妻精からハイデガーの『存在と時間』を中心にした指導を受ける。東京大学大学院人文科学研究科では黒田亘・山本信・渡邉二郎・坂部恵らに学ぶ。
名古屋大学での組織改変に伴って、日本哲学（西田幾多郎）の研究や「情報の哲学」の研究に従事し、情報文化学部に「情報創造論」講座の創設を提案した。現在は情報学部へと改変され、その講座は発展的に解消された。情報系の部局に配置されたのを機に、大学院の修士課程の時期から続けている「抜き書きデータベース」を基礎にした考察を展開しつつある。梅棹忠夫が『知的生産の技術』の中で推奨しないと述べた「抜き書き」だが、川喜田二郎が『発想法』の中で好意的であった手法である。米山はニクラス・ルーマンのツェッテルカステン (Zettelkasten)なども参考にしながら、パソコン上でのカード型データベースとして4万枚以上のデータを持っているという。梅棹が強調した「カードを繰る」という作業を見やすくできるようにするための「カード型」だというが、そのデータをすべてコンマ切りテクストファイルで読み出しマルチファイル検索もしているようで、彼自身はそれを「強力」だと言っている。KDP（Kindle Direct Publishing）で、近年、何冊も著作を出版しているのをみても、ルーマンと同じように生産的な作業に使えるようである。
ライプニッツの図書館活動や彼の思想の美学的な側面とピエール・レヴィの「集合的知性」・「ヴァーチャル化」とを結びつけつつ、西田幾多郎の「創造的モナドロジー」を基礎に「ポリフォニックなモナドロジー」を、また同じく「場所の論理」を基礎に「場所の美学」を構築する研究を進める。
在外研究をイタリアのシエナ大学アレッツォ校舎で美学のグラーツィア・マルキアノ（Grazia Marchianò）のもとで行う。彼女は、インドに留学し、さらに夫のローマ大学教授エレミーレ・ゾッラとともに「ユーラシア哲学」という構想をもって研究を続けてきた人物。
大学院時代から読み続けているというアランが好きで、翻訳や註釈本を刊行している。
外国語を学ぶのが趣味。フランス語、イタリア語、英語、ブラジル・ポルトガル語、スペイン語での講演や執筆の実績がある。
Società Italiana d'Estetica、Association des Amis d'Alain、Sociedade Nishida Brasileira、哲学会、西田哲学会、社会情報学会、日本ライプニッツ協会など、会員。

## 職歴
1982年に名古屋大学教養部講師となり、組織改変により1993年に名古屋大学大学院人間情報学研究科助教授となる。再び組織再編により2003年名古屋大学大学院情報科学研究科教授、さらに2017年に名古屋大学大学院情報学研究科教授。
定年退職し、現在、名古屋大学名誉教授。

## 著作

### 単著
・『モナドロジーの美学 --- ライプニッツ／西田／アラン』（1999年　名古屋大学出版会）
・『情報学の基礎 --- 諸科学を再統合する学としての哲学』（2002年　大村書店）
・『自分で考える本 --- 情報から創造へ』（2009年　NTT出版）
・『情報学の展開 --- 情報文化研究への視座』（2011年　昭和堂）
・『アラン『定義集』講義』（2018年　幻戯書房）
・『ポリフォニックなモナドロジー --- 新しい日本哲学のために』
　　（2021年　Amazon, Kindle Direct Publishing [ KDP ]　初版A4版；第二版　2023年　A5版）
　　　・フランス語版　Monadologie Polyphonique: Pour une nouvelle philosophie japonaise,
　　　　（2022年　Amazon KDP；第二版　2023年）
　　　・イタリア語版　Monadologia Polifonica: Per una nuova filosofia giapponese, （2023年　Amazon KDP）
　　　・ブラジル・ポルトガル語版　Monadologia polifônica: Para uma nova filosofia japonesa, （2023年　Amazon KDP）
・『アラン『プラトンに関する十一章』講義 --- 『幸福論』の一歩先へ』（2021年　Amazon KDP；第二版　2023年）
・『創造的モナドロジーをめぐって --- 西田幾多郎　最晩年の思想』（2021年　Amazon KDP）
・『自分で出版する本 --- 読書からKindle本出版まで』（2021年　Amazon KDP；第二版　2023年）
・『つながりの哲学的思考 --- 自分で考えるためのレッスン』（2022年　ちくま新書　筑摩書房）
・『 精読　アラン『心の冒険』 』　（2023年　幻戯書房）
・『感情を哲学する --- デカルトとスピノザと』（2024年　Amazon KDP）
・『生きる勇気のために --- 自由意志という感情』（2025年　Amazon KDP）
・『大切にするということ --- 小春ちゃんとの対話』（2025年　Amazon KDP）

### 共著
・Internet e le muse --- La rivoluzione digitale nella cultura umanistica --- , Mimesis, Milano,1997
・Il paesaggio dell'estetica --- Teorie e percorsi ---, Edizioni Trauben, Torino, 1997
・Le provocazioni dell'estetica ---Dibattito a Gargnano---, Edizioni Trauben,Torino, 1999
・Frontiers of Transculturality in Contemporary Aesthetics, Torino, Trauben, 2001
・Aesthetics & Chaos --- Investigating a Creative Complicity --- , Trauben, Torino, 2002
・Philosophes japonais contemporains, Les Presses de l'Université de Montréal, Canada, 2010
・Milieux modernes et reflets japonais --- Chemins philosophiques ---, Les Presses de l'Université Laval, Canada, 2015
・A Escola de Kyoto e Suas Fontes Orientais, Editora Phi, Campinas, Brasil 2017
・Le devenir de l'intériorité ... à l'ère des nouvelles technologies, Éditions Le bord de l'eau, Europe, 2018

### 翻訳
・ライプニッツ『人間知性新論』（1987年　みすず書房）
・『ライプニッツ著作集　第I期　第八巻（前期哲学）』（共訳　1990年　工作舎）
・『ライプニッツ著作集　第I期　第九巻（後期哲学）』（共訳　1989年　工作舎）
・ピエール・レヴィ『ヴァーチャルとは何か？ --- デジタル時代におけるリアリティ』（監訳　2006年　昭和堂）
・ピエール・レヴィ『ポストメディア人類学に向けて --- 集合的知性』（共訳　2015年　水声社）
・アラン『スピノザ』（2023年　Amazon KDP）
・アラン『海辺の対話』（2025年　Amazon KDP）

### 論文
- Cinii>米山優